# Cret Dubravica
Cret Dubravica este o arie protejată (sit de importanță comunitară — SCI) din Croația întinsă pe o suprafață de 5,51 ha, integral pe uscat.

## Localizare
Centrul sitului Cret Dubravica este situat la coordonatele 45°57′52″N 15°44′44″E / 45.964489°N 15.745559°E.

## Înființare
Situl Cret Dubravica a fost declarat sit de importanță comunitară în iulie 2013 pentru a proteja 1 specie de plante.

## Biodiversitate
Situată în ecoregiunea continentală, aria protejată conține 1 habitat natural: Mlaștini turboase de tranziție și turbării mișcătoare.
La baza desemnării sitului se află o specie protejată de  plante: Hamatocaulis vernicosus.
Pe lângă speciile protejate, pe teritoriul sitului au mai fost identificate 8 specii de plante.